# Eumelea griseabasalis
Eumelea griseabasalis är en fjärilsart som beskrevs av Holloway 1976. Eumelea griseabasalis ingår i släktet Eumelea och familjen mätare. Inga underarter finns listade i Catalogue of Life.